# Życie jak wino
Życie jak wino – album polskiego piosenkarza Krzysztofa Krawczyka. Wydawnictwo ukazało się 7 lutego 2011 roku nakładem wytwórni muzycznej QM Music.
Nagrania dotarły do 49. miejsca zestawienia OLiS.

## Lista utworów
1. "Życie jak wino"
2. "Gdy nam śpiewał Elvis Presley"
3. "Pokochaj moje marzenia"
4. "Zawsze w drodze"
5. "Zaufaj sercu"
6. "Nowy Jork - dochodzi chyba piąta"
7. "Jesteś moją Lady"
8. "Paryż i my"
9. "Bo to jest Polska"
10. "Byłaś"
11. "Nie przesadza się starych drzew"
12. "Polskie tango"
13. "Nie wszystko o wszystkim"
14. "Jak na twarzy"
15. "Czy to jest kraj dla starych ludzi"